# 추진제 질량비
추진제 질량비는 목표 궤도에 도달한 로켓의 무게를 발사 전 로켓의 무게로 나눈 다음에 1을 그 값에서 뺀 값이다. 쉽게 말하면 {\displaystyle {\text{1 - 목 표  궤 도 로  올 라 간  로 켓 의  무 게 : 발 사  전  로 켓 의  무 게 }}}다. 이 추진제 질량비가 커질 수록 페이로드의 질량은 줄어든다.

## 공식
추진제 질량비는 다음과 같이 구한다.
{\displaystyle \zeta ={\frac {m_{p}}{m_{0}}}}
이 공식은 이렇게 변형할 수 있는데
{\displaystyle m_{0}=m_{f}+m_{p}}
공식들과 그 밖의 변수 등을 모두 조합해서 공식을 세워보면
{\displaystyle \zeta ={\frac {m_{0}-m_{f}}{m_{0}}}={\frac {m_{p}}{m_{p}+m_{f}}}=1-{\frac {m_{f}}{m_{0}}}}

### 알아둘 변수
{\displaystyle \zeta }는 추진제 질량비이다.
{\displaystyle m_{p}}는 추진제 질량이다.
{\displaystyle m_{0}}는 로켓의 초기(발사되기 전) 질량이다.
{\displaystyle m_{f}}는 로켓이 궤도에 도달한 뒤의 질량이다.

## 예제
우주왕복선의 발사 전에 질량은 1,708,500kg, 발사 후 질량은 342,100kg라고 하면 추진제 질량비는
{\displaystyle \displaystyle 1-(342,100/1,708,500)=0.7998}
라는 답이 나온다.

## 같이 보기
- 질량비